# Tanah Baru (Beji)
Tanah Baru is een bestuurslaag in het regentschap Depok van de provincie West-Java, Indonesië. Tanah Baru telt 33.473 inwoners (volkstelling 2010).